# Амоако, Эмануэль
Эмануэль Амоако (англ. Emmanuel Amoako; род. 7 сентября 1966) — ганский шоссейный велогонщик.

## Карьера
В 2008 году стал чемпионом Ганы в групповой гонке.
На протяжении более 10 лет принимал участие в различны национальных гонках, таких как Accra's National Cycling Tour, Ecowas Tour, Euro-African Grand Prix International Cycling Competition.

## Достижения
2008
 Чемпион Ганы — групповая гонка